# Dornier Aviation Nigeria
Dornier Aviation Nigeria — авиакомпания Нигерии со штаб-квартирой в городе Кадуна, работающая в сфере чартерных пассажирских и грузовых авиаперевозок на самолётах производства Dornier.
Основное поле деятельности авиакомпании — работа по заказам сельскохозяйственных компаний, проведение аэрофотосьёмок и авиаперевозки мобильных бригад скорой медицинской помощи (санитарная авиация). Портом приписки авиакомпании является аэропорт Кадуна.

## История
Авиакомпания Dornier Aviation Nigeria была основана в 1979 году.
В марте 2007 года штат сотрудников компании насчитывал 207 сотрудников.

## Флот

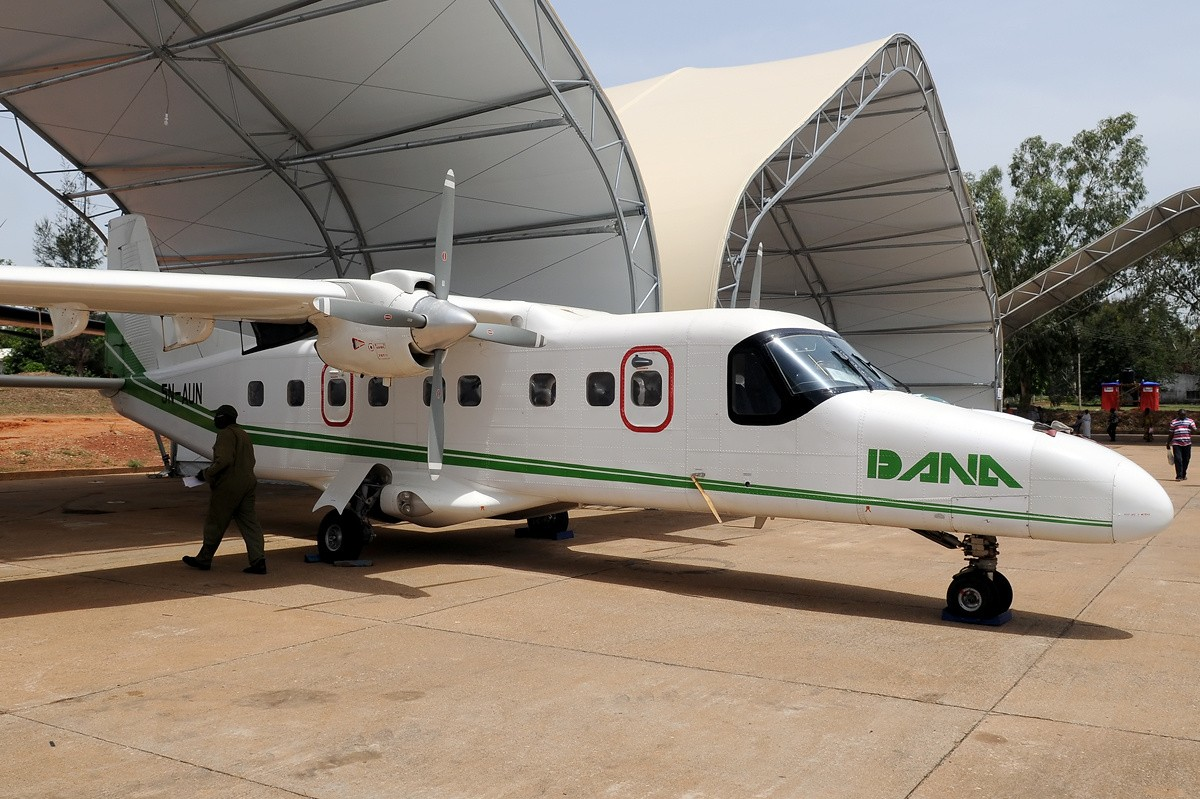
Dornier 228—201 авиакомпании Dornier Aviation Nigeria на авиабазе ВВС в Кадуне

По состоянию на март 2007 года воздушный флот авиакомпании Dornier Aviation Nigeria составляли следующие самолёты:
- 14 Dornier 228—212
- 1 Dornier 328—110